# Sab Shimono
Sab Shimono, all'anagrafe Saburō Shimono (下野 三郎?; Sacramento, 31 luglio 1937) è un attore e doppiatore statunitense, attivo in campo teatrale, cinematografico e televisivo.

## Biografia
Nato e cresciuto in California, figlio di immigrati giapponesi, Shimono e la famiglia trascorsero la seconda guerra mondiale in un campo d'internamento in seguito all'attacco di Pearl Harbor. Dopo la laurea all'Università della California - Berkeley, Shimono ha fatto il suo debutto a Broadway nel 1966, nel musical Mame con Angela Lansbury. Shimono tornò a recitare in Mame in diverse occasioni durante i cinque anni di repliche a Broadway, per poi tornare a recitarvi nel breve revival del musical nel 1983. Nel 1976 recitò a Broadway nel musical di Stephen Sondheim Pacific Overtures e, come per Mame, tornò a recitare anche nel revival del 2004 di Pacific Overtures. Attivo anche in campo cinematografico e televisivo, Shimono ha recitato anche in film come L'ultima sfida e The Wash e in serie TV, tra cui Seinfeld e Jack & Jill.
Dichiaratamente omosessuale, Shimono è stato impegnato in una relazione con lo scrittore Steve Alden Nelson dal 2001 e la coppia si è sposata il 23 giugno 2008.

## Filmografia parziale

### Cinema
- Anche i dottori ce l'hanno (The Hospital), regia di Arthur Hiller (1971)
- La battaglia di Midway (Midway), regia di Jack Smight (1976)
- L'ultima sfida (The Challenge), regia di John Frankenheimer (1982)
- Gung Ho, regia di Ron Howard (1982)
- Appuntamento al buio (Blind Date), regia di Blake Edwards (1987)
- Presunto innocente (Presumed Innocent), regia di Alan J. Pakula (1990)
- Benvenuti in paradiso (Come See the Paradise), regia di Alan Parker (1991)
- Suture, regia di Scott McGehee e David Siegel (1993)
- Tartarughe Ninja III (Teenage Mutant Ninja Turtles III), regia di Stuart Gillard (1993)
- I nuovi mini ninja (3 Ninjas Kick Back), regia di Charles Kanganis (1994)
- L'uomo ombra (The Shadow), regia di Russell Mulcahy (1994)
- Waterworld, regia di Kevin Reynolds (1995)
- Paradise Road, regia di Bruce Beresford (1997)
- Il grande colpo (The Big Hit), regia di Kirk Wong (1998)
- The Wash, regia di DJ Pooh (2001)
- Southland Tales - Così finisce il mondo (Southland Tales), regia di Richard Kelly (2006)
- Daddy Sitter (Old Dogs), regia di Walt Becker (2009)

### Televisione
- Assistente sociale (East Side/West Side) – serie TV, episodio 1x20 (1964)
- La squadriglia delle pecore nere (Baa Baa Black Sheep) – serie TV, 1 episodio (1977)
- M*A*S*H – serie TV, 2 episodi (1978-1980)
- Alla conquista del West (How the West Was Won) – serie TV, 1 episodio (1979)
- Quincy (Quincy, M.E.) – serie TV, 2 episodi (1980-1981)
- Una famiglia americana (The Waltons) – serie TV, 1 episodio (1981)
- L'uomo di Singapore (Bring 'em Back Alive) – serie TV, 1 episodio (1982)
- New York New York (Cagney & Lacey) – serie TV, 1 episodio (1982)
- Cuore e batticuore (Hart to Hart) – serie TV, 1 episodio (1982)
- Mai dire sì (Remington Steele) – serie TV, 2 episodi (1982-1986)
- Supercar (Knight Rider) – serie TV, 1 episodio (1983)
- I predatori dell'idolo d'oro (Tales of the Gold Monkey) – serie TV, 1 episodio (1983)
- Santa Barbara – serie TV, 1 episodio (1984)
- Airwolf – serie TV, 1 episodio (1985)
- Il falco della strada (Street Hawk) – serie TV, 1 episodio (1985)
- Hotel – serie TV, 1 episodio (1985)
- Max Headroom – serie TV, 1 episodio (1988)
- California (Knots Landing) – serie TV, 1 episodio (1989)
- X-Files (The X-Files) – serie TV, 1 episodio (1994)
- Seinfeld – serie TV, 1 episodio (1996)
- E.R. - Medici in prima linea (ER) – serie TV, 1 episodio (1996)
- Jack & Jill – serie TV, 1 episodio (1999)
- Justice League – serie TV, 1 episodio (2006)
- Due uomini e mezzo (Two and a Half Men) – serie TV, 1 episodio (2007)
- Ben 10 - Corsa contro il tempo (Ben 10: Race Against Time) – serie TV, 1 episodio (2007)
- Mad Men – serie TV, 1 episodio (2010)

### Doppiaggio
- I Simpson - serie TV, 3 episodi (1993-2007)
- Le avventure di Jackie Chan - serie TV, (2000-2005)
- Samurai Jack - serie TV, 3 episodi (2001-2003)
- Avatar - La leggenda di Aang - serie TV, 6 episodi (2005-2007)
- The Boondocks - serie TV, 1 episodio (2010)

## Doppiatori italiani
Nelle versioni in italiano delle opere in cui ha recitato, Sab Shimono è stato doppiato da:
- Mino Caprio in Due uomini e mezzo, Mad Men
- Diego Reggente ne L'ultima sfida
- Carlo Alighiero in Gung Ho
- Francesco Pannofino in Presunto innocente
- Giorgio Lopez in Benvenuti in paradiso
- Bruno Alessandro in Tartarughe Ninja III
- Claudio De Angelis in X-Files
- Michele Gammino ne I nuovi mini ninja
- Ugo Maria Morosi ne L'uomo ombra
- Sandro Sardone in Paradise Road
- Dario Penne ne Il grande colpo
- Oliviero Dinelli in Daddy Sitter
- Silvio Anselmo in Hawaii Five-0
- Pieraldo Ferrante in Legends of Tomorrow
- Gianni Giuliano in Magnum P.I.
- Luca Dal Fabbro in Flaked

Da doppiatore è sostituito da:
- Oliviero Dinelli ne Le avventure di Jackie Chan